# Beaches (саундтрек)
Beaches: Original Soundtrack Recording — оригинальный саундтрек к фильму «На пляже», главные роли в котором исполнили Барбара Херши и Бетт Мидлер (последняя стала исполнительницей большинства песен картины).

## Об альбоме
В целом песни в альбоме подобраны под взросление и становление персонажей, по большей части персонажа Си-Си Блум (Бетт Мидлер). В начале фильма ребенком Си-Си исполняет песню Бенни Гудмана «The Glory of Love», однако в конце уже взрослая Си-Си исполняет ту же песню, но в лирическом варианте, смысл песни также можно трактовать по-иному.

### Синглы
Для продвижения как фильма так и альбома была выбрана песня «Under The Boardwalk», кавер-версия группы Drifters. Эта песня отсылает к названию фильма и к месту, где главные героини впервые познакомились, также с исполнения этой песни Бетт Мидлер начинается фильм. Однако выбор сингла оказался неудачным: песня провалилась в чартах и прошла мимо практически незаметно.
Вторым синглом альбома стала песня «Wind Beneath My Wings». После успеха фильма в прокате песня мгновенно взлетела на вершины хит-парадов многих стран. Песня разошлась миллионным тиражом только в США. За её исполнение Бетт Мидлер получила «Грэмми» в 1990 году.

## Коммерческий приём
Альбом сумел добраться до второй строчки чарта Billboard 200 в США, а также добрался до вершины австралийского альбомного чарта. Пластинка по сей день является самым продаваемым альбомом в карьере Бетт Мидлер.

## Список композиций
| №   | Название                                     | Длительность |
| --- | -------------------------------------------- | ------------ |
| 1.  | «Under the Boardwalk»                        | 4:18         |
| 2.  | «Wind Beneath My Wings»                      | 4:52         |
| 3.  | «I’ve Still Got My Health»                   | 1:32         |
| 4.  | «I Think It’s Going to Rain Today»           | 3:31         |
| 5.  | «Otto Titsling»                              | 3:13         |
| 6.  | «I Know You by Heart» (дуэт с Дэвидом Паком) | 4:40         |
| 7.  | «The Glory of Love»                          | 3:16         |
| 8.  | «Baby Mine»                                  | 2:27         |
| 9.  | «Oh Industry»                                | 4:06         |
| 10. | «The Friendship Theme» (Instrumental)        | 1:59         |

## Чарты
| Чарт (1989)                              | Пиковая позиция |
| ---------------------------------------- | --------------- |
| Австралия (ARIA Charts)                  | 1               |
| Великобритания (Official Charts Company) | 21              |
| США (Billboard 200)                      | 2               |

## Сертификации
| Регион | Сертификация  | Продажи    |
| --- | ------------- | ---------- |
| Австралия (ARIA) | 3× Платиновый | 210 000^   |
| Великобритания (BPI) | Золотой       | 100 000^   |
| США (RIAA) | 3× Платиновый | 3 000 000^ |
| * Данные о продажах приведены только на основе сертификации. ^ Данные о тиражах приведены только на основе сертификации. |               |            |